# Birch white
Birch White is het enige verschenen album van de muziekgroep Whisper Room. Whisper Room bestond uit:
- Aidan Baker – gitaar
- Neil Wiernik – basgitaar, laptop
- Jakob Thiesen – slagwerk.

Het album bevat de gebruikelijke ambientmuziek van Baker, aangevuld met enige ritmische begeleiding van Wiernik en Thiesen. Die partijen zijn ook ambient ingevoerd, zodat het geen rock is wat dit trio speelt. In deel 3 is er sprake van enige ritmische begeleiding, maar dat sterft al binnen 2 minuten uit om wederom over te gaan in ambient. De opnamen vonden plaats op 25 oktober 2008 in Toronto. Het album verscheen in 2000 exemplaren bij Elevation Recordings.

## Muziek
| Nr. | Titel | Duur  |
| --- | ----- | ----- |
| 1.  | 1     | 4:11  |
| 2.  | 2     | 8:06  |
| 3.  | 3     | 5:47  |
| 4.  | 4     | 7:23  |
| 5.  | 5     | 7:45  |
| 6.  | 6     | 6:29  |
| 7.  | 7     | 12:41 |
| 8.  | 8     | 6:27  |